# Apogon komodoensis
 Apogon komodoensis és una espècie de peix de la família dels apogònids i de l'ordre dels perciformes.

## Morfologia
Els mascles poden assolir els 10 cm de longitud total.

## Distribució geogràfica
Es troba a les costes de l'illa de Komodo (Indonèsia).